# キング・シャカ国際空港
キング・シャカ国際空港（キング・シャカこくさいくうこう、英: King Shaka International Airport）は、南アフリカ共和国で重要な外港でもあるダーバンにある国際空港である。2010年5月1日にダーバン国際空港の代替として開港した。

## 歴史
この空港は1970年代に建設が開始され、1975年には雨水排水システムや土塁が完成していた。しかし、1982年にその計画は景気低迷の為、一旦休止を余儀なくされた。その後、2004年に計画が再開され、そして、2010年5月1日に開港した。

### 空港名の由来
空港名は、19世紀のズールー王国の初代国王であるシャカ・ズールーから採られた。

## 就航航空会社と就航都市

### 国際線
| 航空会社                  | 就航地                                    |
| ------------------------- | ----------------------------------------- |
| エアリンク                | ハラレ国際空港（ハラレ）                  |
| エスワティニ・エア        | キング・ムスワティ3世国際空港（マンジニ） |
| プロフライト・ザンビア    | ルサカ国際空港（ルサカ）                  |
| カタール航空              | ハマド国際空港（ドーハ）                  |
| エミレーツ航空            | ドバイ国際空港（ドバイ）                  |
| ターキッシュ エアラインズ | イスタンブール空港（イスタンブール）      |

### 国内線
| 航空会社         | 就航地 |
| ---------------- | --- |
| 南アフリカ航空   | O・R・タンボ国際空港（ヨハネスブルク） |
| エアリンク       | ケープタウン国際空港（ケープタウン）、ポートエリザベス国際空港（ポートエリザベス）、O・R・タンボ国際空港（ヨハネスブルク）                                       |
| フライサファイア | イースト・ロンドン空港（イースト・ロンドン）、ランセリア国際空港（ヨハネスブルグ）、ケープタウン国際空港（ケープタウン）、O・R・タンボ国際空港（ヨハネスブルク） |
| ケムエア         | ブルームフォンテーン国際空港（ブルームフォンテーン）、ジョージ空港（ジョージ）、ケープタウン国際空港（ケープタウン）、O・R・タンボ国際空港（ヨハネスブルク）     |
| リフト           | ケープタウン国際空港（ケープタウン）、O・R・タンボ国際空港（ヨハネスブルク）                                                                                     |